# Minor Majority
I Minor Majority sono un gruppo norvegese fondato da Pål Angelskår e Andreas Berczelly nella primavera del 2000: il loro è un sofisticato pop-folk acustico che si accende di sfumature country e rock.
Il primo album Walking Home from Nicole's è dell'anno seguente alla fondazione, e presenta il contributo importante della cantante e autrice Karen Jo Fields. Nel 2001 si unisce al gruppo il chitarrista Jon Arild Stieng: nella primavera del 2002 ha luogo il primo tour, ma nel mentre Andreas Berczelly matura la decisione di lasciare la band per dedicarsi a tempo pieno alla produzione. È tuttora il produttore del suo ex gruppo.
Il secondo album del gruppo If I told you, you were beautiful viene registrato nella casa di Stieg a Oslo nell'estate del 2002 e pubblicato ad ottobre dello stesso anno. Per il tour dell'anno seguente si aggiunge alla band il tastierista Harald Sommerstad. Poco prima della partecipazione alla manifestazione Norwegian Quart-Festivalen alla band si aggiungono anche il batterista Halvor Høgh Winsnes e il bassista Henrik Widerøe. La formazione è finalmente completa e così registra, a fine estate dello stesso anno, l'album Up for you & I. L'album viene pubblicato nel gennaio 2004, ed è immediatamente un grande successo, stazionando per 24 settimane nella classifica norvegese e conquistandosi un disco d'oro e numerosi premi e nomination come miglior album norvegese dell'anno.